# Jessica Pieri
Jessica Pieri (Lucca, 24 aprile 1997) è una tennista italiana.

## Carriera
Nata a Lucca, figlia del maestro toscano Ivano Pieri, ha iniziato a giocare all'età di 5 anni al Tennis Mirafiume di Bagni di Lucca. Professionista dal 2015, ha una sorella, Tatiana, anch'ella giocatrice di tennis. In carriera ha vinto 6 tornei di singolare dell'ITF Women's Circuit, tutti su terra rossa.

### 2015 - 2017: sei titoli ITF
Tra agosto e ottobre del 2015 si impone in tre tornei ITF da 10.000 dollari, prima a Innsbruck e poi due volte a Santa Margherita di Pula, dove aveva già disputato una finale affacciandosi tra le prime cinquecento del mondo nel ranking WTA. Dopo una finale in Piemonte in febbraio, coglie due successi nel 2016, prima a Sassuolo poi, primo torneo di categoria superiore da 25.000 dollari, a Mamaia in Romania, scalando altre duecento posizioni del ranking.
Nel 2017 ottiene i risultati migliori nella parte finale di stagione, prima con una finale a Sofia poi con il sesto titolo, terzo in carriera conquistato a S. Margherita. 

### 2018: prima convocazione in nazionale e best ranking
Nel 2018 partecipa per la prima volta ad un torneo da 60.000 $ a Zhuhai superando tre turni di qualificazione, ma è costretta al ritiro nel match di primo turno contro Maryna Zanevs'ka. In aprile viene convocata per la prima volta per rappresentare l'Italia nei play off del World Group di Fed Cup contro il Belgio, ma non scende in campo. Nello stesso periodo tenta le qualificazioni agli International di Lugano e Strasburgo, uscendo al secondo turno ma raggiungendo il suo best ranking alla posizione 205 della classifica WTA. In seguito partecipa al torneo da 100.000 $ di Ilkley, perdendo al primo turno contro Maria Sanchez, raggiunge i quarti nel 60.000 $ di Roma e infine accede per la prima volta alle qualificazioni di un torneo Slam a Wimbledon dove vince il primo match contro la ex top ten Patty Schnyder ma viene eliminata nel turno successivo da Caroline Dolehide. Sulla terra rossa tenta le qualificazioni a Gstaad, di nuovo uscendo al turno decisivo contro Kudermetova poi, nelle qualificazioni degli US Open batte nel primo match Danka Kovinić ma perde al turno successivo contro Lin Zhu; i pochi risultati nella parte finale della stagione la portano a chiudere la stagione intorno alla posizione 270.

### 2019 - 2020: debutto WTA a Palermo
Nel 2019 inizia la stagione ad aprile senza ottenere particolari risultati fino a luglio quando, vicina alla posizione 350 del ranking, supera le qualificazioni a Palermo e fa il suo debutto nel tabellone principale di un torneo WTA, cedendo però in due set alla serba Krunić.
Nel 2020 supera tre turni nel 125K di Praga, primo torneo dopo la sospensione delle attività per la pandemia di Covid, prima di ritirarsi agli ottavi per infortunio.

## Statistiche ITF

### Singolare

#### Vittorie (6)
| Torneo $100.000 (0) |
| Torneo $80.000 (0)  |
| Torneo $75.000 (0)  |
| Torneo $60.000 (0)  |
| Torneo $50.000 (0)  |
| Torneo $40.000 (0)  |
| Torneo $25.000 (2)  |
| Torneo $15.000 (0)  |
| Torneo $10.000 (4)  |

| N. | Data              | Torneo                                         | Superficie  | Avversaria in finale | Punteggio     |
| 1. | 15 agosto 2015    | Innsbruck Open, Innsbruck                      | Terra rossa | Iva Primorac         | 4-6, 6-1, 6-3 |
| 2. | 27 settembre 2015 | Forte Village International Tournament, Pula   | Terra rossa | Bianca Turati        | 6-1, 3-6, 6-4 |
| 3. | 25 ottobre 2015   | Forte Village International Tournament, Pula   | Terra rossa | Nina Stadler         | 6-4, 1-6, 7-5 |
| 4. | 19 giugno 2016    | Internazionali Femminili di Sassuolo, Sassuolo | Terra rossa | Martina Spigarelli   | 6-2, 6-3      |
| 5. | 4 settembre 2016  | Mamaia Idu Trophy, Mamaia                      | Terra rossa | Jasmine Paolini      | 6-3, 6-4      |
| 6. | 29 ottobre 2017   | Forte Village International Tournament, Pula   | Terra rossa | Julia Grabher        | 6-4, 6-1      |

#### Sconfitte (9)
| Torneo $100.000 (0) |
| Torneo $80.000 (0)  |
| Torneo $75.000 (0)  |
| Torneo $60.000 (1)  |
| Torneo $50.000 (0)  |
| Torneo $40.000 (0)  |
| Torneo $25.000 (7)  |
| Torneo $15.000 (0)  |
| Torneo $10.000 (1)  |

| N. | Data              | Torneo                                       | Superficie      | Avversaria in finale  | Punteggio        |
| 1. | 20 settembre 2015 | Forte Village International Tournament, Pula | Terra rossa     | Amanda Carreras       | 4-6, 3-6         |
| 2. | 27 febbraio 2016  | Beinasco Open, Beinasco                      | Terra rossa (i) | Isabella Šinikova     | 6-1, 2-6, 2-6    |
| 3. | 10 settembre 2017 | Allianz Cup, Sofia                           | Terra rossa     | Viktorija Tomova      | 6(7)-7, 6-4, 3-6 |
| 4. | 17 settembre 2017 | Forte Village International Tournament, Pula | Terra rossa     | Deborah Chiesa        | 6(3)-7, 3-6      |
| 5. | 18 settembre 2022 | ForteVillage ITF Trophy, Pula                | Terra rossa     | Brenda Fruhvirtová    | 4-6, 0-2, rit.   |
| 6. | 10 marzo 2024     | Archigen Cup, Solarino                       | Sintetico       | Linda Klimovičová     | 3-6, 0-6         |
| 7. | 12 gennaio 2025   | Germain BMW of Naples, Naples                | Terra verde     | Katherine Sebov       | 2-6, 0-6         |
| 8. | 6 aprile 2025     | ForteVillage ITF Trophy, Pula                | Terra rossa     | Julia Grabher         | 5-7, 0-6         |
| 9. | 13 luglio 2025    | BICT Groep ITF The Hague, L'Aia              | Terra rossa     | Oleksandra Olijnykova | 1-6, 3-6         |

### Doppio

#### Sconfitte (1)
| Torneo $100.000 (0) |
| Torneo $80.000 (0)  |
| Torneo $75.000 (0)  |
| Torneo $60.000 (0)  |
| Torneo $50.000 (0)  |
| Torneo $40.000 (0)  |
| Torneo $25.000 (1)  |
| Torneo $15.000 (0)  |
| Torneo $10.000 (0)  |

| N. | Data          | Torneo                        | Superficie  | Compagna      | Avversarie in finale       | Punteggio        |
| 1. | 5 aprile 2025 | ForteVillage ITF Trophy, Pula | Terra rossa | Tatiana Pieri | Hikaru Satō Ikumi Yamazaki | 5-7, 6-2, [4-10] |